# Баренго
Барѐнго (на италиански: Barengo, на местен диалект: Barengh, Баренг) е село и община в Северна Италия, провинция Новара, регион Пиемонт. Разположено е на 225 m надморска височина. Населението на общината е 891 души (към 2010 г.).